# Lipszky János
Lipszky János (Szedlicsna (Trencsén vármegye), 1766. április 10. – Szedlicsna, 1826. május 2.). magyar huszártiszt, kiemelkedő térképész.

## Életpályája
Középfokú iskoláit 1776-1782 között a losonci református iskolában, a trencséni piaristáknál, majd a pozsonyi evangélikus gimnáziumban  – ahol egykor Bél Mátyás oktatott – végezte. 1784. december 11-étől mint tisztjelölt lépett a katonai pályára (Graeven-huszárezred), és 1813. január 1-jén mint ezredes vonult nyugdíjba. Közel három évtizedes katonai pályafutása alatt harcolt a törökök, a forradalmi Franciaország és Napóleon császár katonái ellen. 1795-től rövid megszakítással 1808-ig Pesten tartózkodott, ez idő alatt készítette el nevezetes térképészeti vállalkozását. Részt vett az 1809. évi Napóleon elleni hadjáratban mint József nádor mellé rendelt főtiszt alezredesi rendfokozatban.
1813-tól – egészsége helyreállítása érdekében tett üdülőhelyi kúrák után – hazatért, és családja által szétzilált birtokait rendbe szedte és továbbfejlesztette. Agglegényként, gyermektelenül halt meg, oldalági örökösei nem csekély értékű hagyatéka felett három évtizedes pereskedésbe fogtak, amely azt szinte teljesen fel is emésztette.

## Térképészeti tevékenysége
Először csak egy elméleti katonai munka mellékletének szánta országtérképét. A munkáját megismerő katonai elöljárói ösztönzésére, és akkori ezredtulajdonosa, gr. Vécsey Szigbert támogatásával a tényleges katonai szolgálat alól mentesítették, és az akkor pezsgő szellemi életet élő Pest-Budára vezényelték, ahol nyugodt körülmények között, a nádor vezette Helytartótanács aktív közreműködésével készítette el vállalkozását.
Kevéssé ismert tény, hogy Lipszky János kezdettől fogva azt a célt tűzte ki maga elé, hogy Magyarország-térképe álljon egy részletes térképből (Mappa generalis, 1804-1808), egy névmutatóból (Repertorium, 1808), és egy áttekintő térképből (Tabula generalis, 1810). Pest-budai tartózkodásának mellékterméke a két szabad királyi várost ábrázoló 1:7200 méretarányú négylapos várostérkép, amelyet 1802-ben készített el, de csak 1810-ben jelent meg nyomtatásban.

## Fő művei

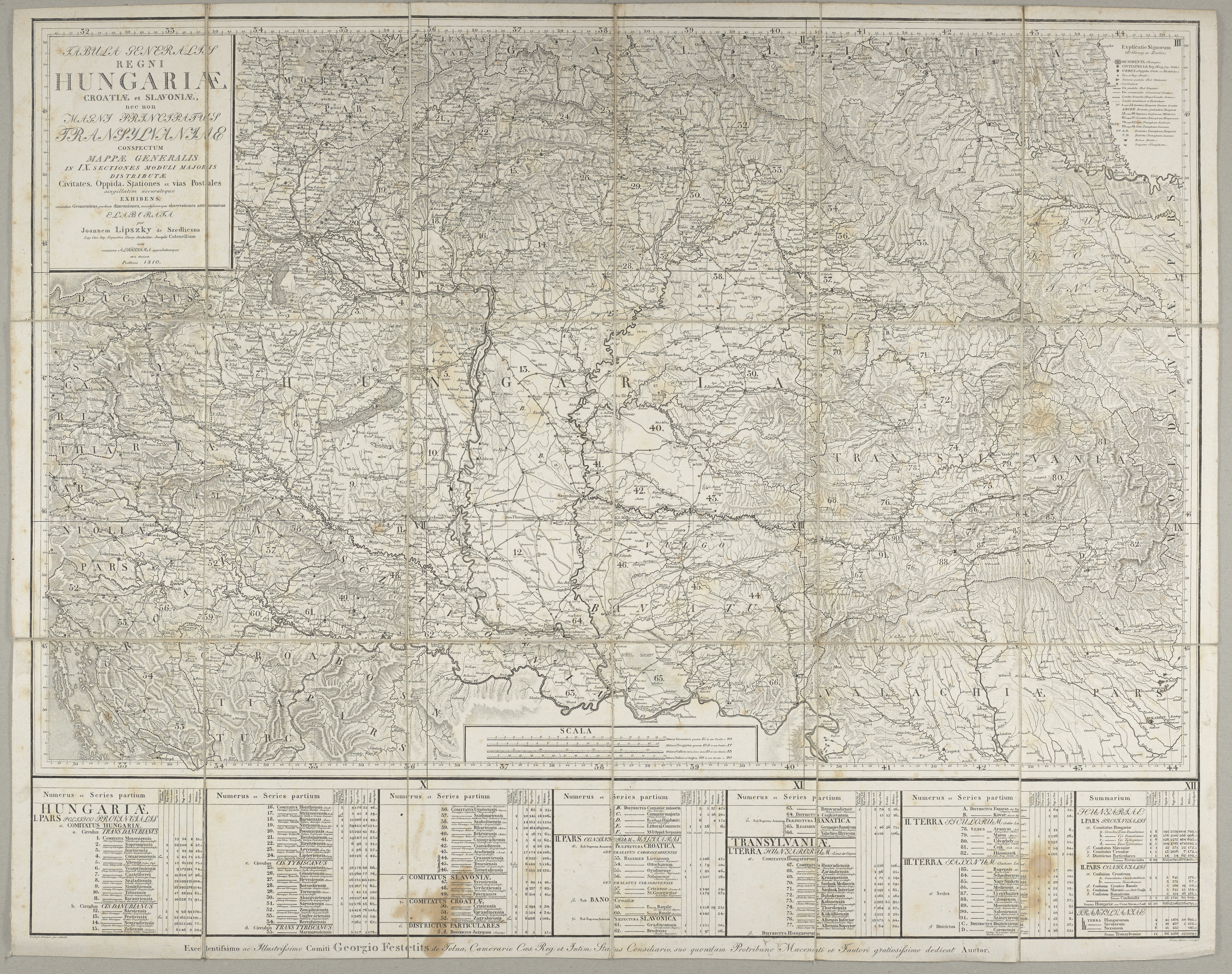
Tabula Generalis Regni Hungariae...

- Mappa Generalis Regni Hungariae partiumque adnexarum Croatiae, Slavoniae et Confiniorum Militarium Magni item Principatus Transylvaniae geometricis partium dimensionibus, recentissimisque astronomicis observationibus superstructa, adjectis finibus Provinciarum Bukovinae, Galliciae, Silesiae, Austriae, Styriae, Carinthiae, Carnioliae, Dalmatiae, Bosniae, Serviae, Valachiae, et Moldaviae Quam honoribus Serenissimi Principis Regii Josephi Archiducis Palatini dedicat Pesthini, Anno MDCCCVI. Joannes de Lipszky, Legionis Caes.[areae] et Caes.[areo] Reg.[iae] Equestris Hungaricae Lib:[eri] Bar:[onis] Kinmayer Supr:[emus] Vigil:[iarum] Magister. [később: Lib:/eri/ Bar:/onis/ de Frimont Supr:/emus/ Vigil:/iarum/ Praefectus.]
- Repertorium locorum objectorumque in XII. tabulis Mappae regnorum Hungariae, Slavoniae, Croatiae et confiniorum militarium Magni item Principatus Transylvaniae occurentium, quas aeri incisas vulgavit Joannes Lipszky de Szedlicsna, regiminis caesario regii equestris Hungarici lib:(eri) bar:(onis) Frimont supremus vigiliarum praefectus. Secundum varias in his Provinciis usu receptas denominationes ab eodem Auctore elaboratum. Budae, Typis regiae Universitatis Pestanae 1808.
- Repertorium aller Oerter und Gegenstände, die in der von Johann von Lipsky Oberstwachtmeister des löbl.[ichen] Baron Frimontischen k. k. Hussaren-Regiments in zwölf Blättern herausgegebenen Charte der Königreiche Ungarn, Kroatien, Slavonien, samt der Militär-Gränze, wie auch des Großfürstenthums Siebenbürgen vorkommen, nach den verschiedenen in diesen Ländern gebräuchlichen Benennungen von demselben Verfasser bearbeitet. Ofen, gedruckt mit königlichen Universitäts-Schriften 1808.
- Tabula Generalis Regni Hungariae, Croatiae et Slavoniae, nec non Magni Principatus Transylvaniae conspectum Mappae Generalis in IX. sectiones moduli majoris distributae Civitates, Oppida, Stationes et vias Postales singillatim accurateque exhibens, secundum Geometricas partium dimensiones, recentissimasque observationes astronomicas elaborata per Joannem Lipszky de Szedlicsna Leg:[ionis] Caes:[areae] Reg:[iae] Equestris Hung:[aricae] Archiduc:[is] Josephi Colonellum cum revisione Altissima approbationeque aeri incisa Pesthini 1810.
- Plan / der beyden Königl.[ichen] freyen Hauptstädte Ungerns / Ofen und Pest / seiner Kaiserl.[ichen] Hoheit dem Erzherzog / Joseph / Palatin von Ungern / Herausgeben von / Schreyvogel & Riedl / Gestochen von Carl Stein / Wien & Pest / 1810. / Gewidmet in aller Unterthänigkeit / von Johann v. Lipszky / K.[aiserlich-] K.[öniglichem] Husaren Obrist